# 숲모기속
숲모기속(Aedes)는 원래 열대와 아열대 지역에서만 발견되었지만 현재에는 남극 대륙을 제외한 모든 대륙에서 발견되는 모기의 속이다. 이 속에 속해 있는 일부 종들은 인간의 활동에 의해 다른 대륙들로 퍼졌다. 특히 침입종인 흰줄숲모기는 1980년대 중고 타이어 거래를 통해 미국을 포함한 신대륙으로 퍼져 나갔다.
1818년 독일의 곤충학자 요한 빌헬름 마이겐(Johann Wilhelm Meigen)이 처음으로 기술하고 명명한 속명인 Aedes는 '불쾌한', '혐오스러운'을 의미하는 고대 그리스어 ἀηδής(aēdēs)에서 유래되었다. 숲모기속의 모식종은 Aedes cinereus이다.

## 분류와 계통 발생

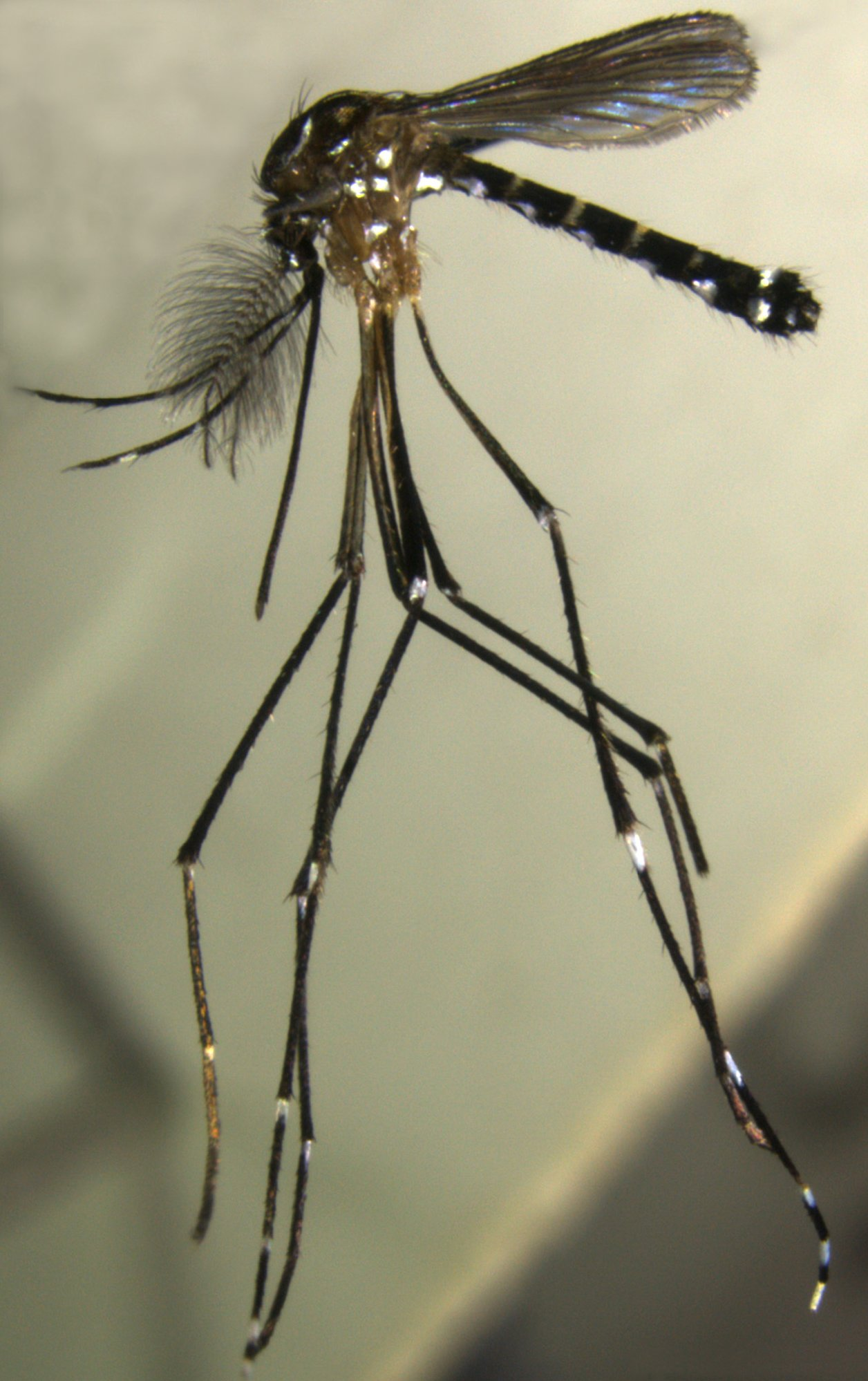
2013년에 소개된 Aedes (Stegomyia) pia

숲모기속은 1818년 요한 빌헬름 마이겐에 의해 명명되었다. 속명은 '불쾌한', '혐오스러운'을 의미하는 고대 그리스어 ἀηδής(aēdēs)에서 유래되었다.
역사적으로 정의된 것과 같이 숲모기속은 700종이 넘는 종을 포함한다. 이 속은 Aedes, Diceromyia, Finlaya, Stegomyia 등의 여러 아속으로 나뉘며, 이 아속들 중 대부분은 최근 일부 관련 권위자들에 의해 완전한 속으로 취급받았다. 이러한 분류는 2009년에 마지막으로 개정되었다.

## 형질
숲모기속에 속한 모기들은 몸과 다리에 눈에 띄는 흑백 무늬가 있기 때문에 시각적으로 잘 구분된다. 대부분의 다른 모기들과 달리 낮에도 활동적이며, 저녁에는 물지 않는다. 가장 많이 무는 기간은 이른 아침과 해가 저물기 직전 저녁이다.

## 직계 후손 종
숲모기속은 더 이상 아속에 속하지 않는 28종을 포함한다:
- Aedes daliensis (Taylor, 1916)
- Aedes mallochi Taylor, 1944
- Aedes alticola Bonne Wepster, 1948
- Aedes auronitens Edwards, 1922
- Aedes australiensis (Theobald, 1910)
- Aedes biocellatus (Taylor, 1914)
- Aedes britteni Marks and Hodgkin, 1958
- Aedes candidoscutellum Marks, 1947
- Aedes crossi Lien, 1967
- Aedes eatoni (Edwards, 1916)
- Aedes gracilelineatus Bonne-Wepster, 1937
- Aedes keefei King and Hoogstraal, 1946
- Aedes peipingensis Feng, 1938
- Aedes koreicoides Sasa, Kano, Hayashi, 1950
- Aedes lauriei King and Hoogstraal, 1946
- Aedes monocellatus Marks, 1948
- Aedes oreophilus (Edwards, 1916)
- Aedes plagosus Marks, 1959
- Aedes quasirubithorax (Theobald, 1910)
- Aedes roai Belkin, 1962
- Aedes rubiginosus Belkin, 1962
- Aedes sintoni (Barraud, 1924)
- Aedes stanleyi Peters, 1963
- Aedes subauridorsum Marks, 1948
- Aedes toxopeusi Bonne-Wepster, 1948
- Aedes tsiliensis King and Hoogstraal, 1946
- Aedes versicolor (Barraud, 1924)
- Aedes wasselli Marks, 1947

## 질병 매개체
숲모기속에 속하는 종들, 특히 줄숲모기 아속에 속한 이집트 숲모기, 흰줄숲모기 등은 뎅기열, 황열, 지카바이러스와 치쿤구니야열 등을 포함한 수많은 전염병의 매개체로 이용되며 이 바이러스들을 전염시킨다. 이러한 바이러스에 감염되면 일반적으로 열이 동반되며 특정한 경우에는 죽음에 이를 수 있는 뇌염이 동반된다. 황열병을 예방할 수 있는 백신은 존재하며 모기 물림을 방지하기 위한 조치들에는 DDT와 같은 살충제, 모기 트랩, 방충제, 모기장, 유전자 변형 등을 이용한 해중 방제가 있다. 폴리네시아에서 숲모기속에 속한 Aedes polynesiensis라는 종은 림프사상충증을 전염시켰다.
숲모기속의 모기들은 오비트랩(Ovitrap)으로 감지하고 모니터링할 수 있다.

## 유전자 서열
황열병 모기(Aedes aegypti)의 게놈은 브로드 연구소(Broad Institute)과 J. 크레이그 벤터 연구소(J. Craig Venter Institute)에 의해 발표되었다. 초기 배열 순서는 2005년 8월에 발표되었다. 게놈의 초안 배열과 예비 분석은 2007년 6월에 발표되었다. 주석이 포함된 자료는 벡터베이스(VectorBase)에서 확인할 수 있다. 이집트 숲모기의 게놈의 최신화되고 개선된 버전이 2018년에 발표되었다.